# Bertha Parker Pallan
Bertha Pallan Thurston Cody (Condado de Chautauqua, Nova Iorque; 30 de agosto de 1907 – Los Angeles, Califórnia, 8 de outubro de 1978) foi uma arqueóloga americana, trabalhando como assistente em arqueologia no Museu do Sudoeste. Ela também foi casada com o ator Iron Eyes Cody. Ela é considerada a primeira arqueóloga nativa americana de ascendência Abenaki e Senecas.

## Primeiros anos
Bertha (Yeawas) "Birdie" Parker nasceu em 1907 no condado de Chautauqua, Nova Iorque. Sua mãe, Beulah Tahamont (mais tarde Folsom), era atriz; quando adolescente, ela e sua mãe teriam se apresentado com Ringling Bros e Barnum e Bailey Circus como parte do espetáculo “Pocahontas”. Seu pai, Arthur C. Parker, era um arqueólogo e o primeiro presidente da Sociedade de Arqueologia Americana. Seus avós maternos eram os atores Elijah "Chief Dark Cloud" Tahamont e Margaret (Dove Eye) Camp. Quando criança, ela ajudou seu pai em suas escavações.[carece de fontes?]
Seus pais se divorciaram em 1914, e os Tahamonts (Elijah, Margaret e Beulah) se mudaram para Los Angeles, com Bertha a reboque, para trabalhar em filmes de Hollywood. Bertha e sua mãe também se apresentaram com Ringling Bros e Barnum & Bailey Circus como parte de um show "Pocahontas" durante sua adolescência.

## Carreira arqueológica
Mark Raymond Harrington, seu tio, contratou Parker como cozinheira do acampamento e secretária de expedição. logo após se casar com sua tia Endeka. Ela participou de escavações no local da Mesa House e outros locais, e Harrington ensinou seus métodos arqueológicos no campo. Em 1929, ela descobriu e fez uma escavação solo no sítio pueblo de Scorpion Hill; os achados foram exibidos no Museu do Sudoeste.
Bertha trabalhou em Gypsum Cave em 1930, um local que Harrington promoveu como tendo as primeiras evidências de ocupação humana da América do Norte durante o Pleistoceno.
Como secretária da expedição, Bertha trabalhava na limpeza, conserto e catalogação de achados; além disso, ela explorou as salas da caverna em seu tempo livre e foi capaz de alcançar algumas das fendas mais inacessíveis. Em uma dessas ocasiões, ela descobriu o crânio de uma espécie de preguiça gigante extinta, Nothrotherium shastense Sinclair, ao lado de ferramentas humanas antigas, na Sala 3. Harrington observou que a descoberta foi a mais importante da expedição, porque atraiu o apoio de instituições adicionais, notadamente o Instituto de Tecnologia da Califórnia e, mais tarde, a Instituição Carnegie de Washington.
Durante esta expedição, Bertha também descobriu o local de Corn Creek depois de ver osso de camelo fóssil saindo de um leito de lago em erosão.
De 1931 a 1941, Bertha trabalhou como Assistente de Arqueologia e Etnologia no Museu do Sudoeste. Ela publicou uma série de artigos arqueológicos e etnológicos na revista do museu, Masterkey, desde o início da década de 1930 até a década de 1960. Estes incluíam artigos como "California Indian Baby Cradles", "Kachina Dolls" e vários artigos sobre a tribo Yurok, incluindo "Some Yurok Customs and Beliefs".[carece de fontes?]
Bertha Parker Pallan Thurston Cody é notável no campo da arqueologia por seu papel como pioneira: ela foi uma das primeiras (se não a primeira) arqueóloga nativa americana. Ela certamente foi a primeira em sua capacidade de conduzir este trabalho com um alto nível de habilidade, mas sem educação universitária, fazendo descobertas e obtendo insights que impressionaram os arqueólogos treinados ao seu redor.

## Vida pessoal
Bertha casou-se com Joseph Pallan no início da década de 1920 e teve uma filha, Wilma Mae ("Billie") Pallan em 1925. Quando o casamento terminou, ela se mudou para Nevada para trabalhar em um sítio arqueológico para o Museu do Sudoeste, dirigido por Mark Raymond Harrington. Harrington havia se casado recentemente com a tia de Bertha, Endeka Parker. Durante a expedição da Gypsum Cave, Bertha conheceu, em 1930, e depois casou-se, em 1931, com o paleontólogo James Thurston após a expedição. Em 1931, ambos adoeceram durante seu trabalho nas Cavernas de Gesso; Bertha ficou doente devido às grandes quantidades de guano da caverna e Thurston morreu subitamente de um ataque cardíaco ao levantar uma pedra no local. Esta doença fez com que Bertha voltasse a morar com seus pais por um tempo em Los Angeles.
Ela foi contratada, primeiro como secretária, e depois como arqueóloga e etnóloga assistente, para o Museu do Sudoeste. Em 1936, casou-se com o ator Espera Oscar de Corti, também conhecido como Iron Eyes Cody.
Em 1942, sua filha de dezessete anos, Billie, estava visitando a fazenda de sua avó Beulah quando ela morreu de um ferimento de bala acidental. Bertha e Iron Eyes mais tarde adotaram dois filhos, Robert "Tree" Cody e Arthur William Cody (1952–1996). Bertha e Iron Eyes foram figuras centrais no sucesso do Los Angeles Indian Center, um local de encontro para índios urbanos que se mudaram para Los Angeles.

## Morte
Bertha Parker Pallan morreu em 1978, aos 71 anos. Sua lápide simplesmente lê "Sra. Olhos de Ferro Cody".

## Obras publicadas
A seguir estão listados como aparecem em uma lista compilada por Marge Bruchac.
Masterkey é o diário do Southwest Museum.

### Publicada como Bertha Parker Thurston
- 1933. Scorpion Hill. Masterkey. v. VII, pp. 171–177. (em inglês)
- 1933. A night in a Maidu shaman's house. Masterkey.v.VII, pp. 111–115. (em inglês)
- 1934. How he became a medicine-man. Masterkey. v. VIII, pp. 79–81. (em inglês)
- 1935. How a Maidu-medicine man lost his power; relacionada a Bertha Parker Thurston, por um herbalista indiano chamado Maidu. Masterkey. v. IX, p. 28–29. (em inglês)
- 1936. A rare treat at a Maidu medicine-man's feast. Masterkey. v. X, pp. 16–21. (em inglês)

### Publicada como Bertha Parker Cody
- 1939. A tale of witchcraft as told by a Tewa Indian of New Mexico. Masterkey. v. XIII, pp. 188–189. (em inglês)
- 1939. A Maidu myth of the first death; por Bertha Parker Cody, conforme dito por Mandy Wilson de Chico, California." Masterkey. v. XIII, p. 144. (em inglês)
- 1939. A Maidu myth of the creation of Indian women; por Bertha Parker Cody, conforme dito por Mandy Wilson, Maidu Indian of Chico, California. Masterkey. v. XIII, p. 83. (em inglês)
- 1939. Kachina dolls. Masterkey. v. XIII, pp. 25–30.[32] (em inglês)
- 1940. Pomo bear impersonators. Masterkey. 1940. v. XIV, pp. 132–137. (em inglês)
- 1940. California Indian baby cradles. Masterkey. v. XIV, pp. 89–96. (Southwest Museum Leaflets, No. 12)[33][34] (em inglês)
- 1940. Photograph: Amanda Wilson and granddaughter (Southwest Museum MSS 160:143:58)[12] (em inglês)
- 1941. A note on basket care. Masterkey. v. XV, pp. 23–24. (em inglês)
- 1941. Gold ornaments of Ecuador. Masterkey.v. XV, pp. 87–95. (em inglês)
- 1942. Simply strung on a single strand. Masterkey. v. XVI, pp. 175–176. (em inglês)
- 1942. Some Yurok customs and beliefs. Masterkey. v. XVII, pp. 81–87. (em inglês)
- 1943. Some Yurok customs and beliefs." Masterkey. v. XVI, pp. 157–162. (em inglês)
- 1955. Enrique crosses the divide." [Obituary]. Masterkey. vol.XXX, p. 102. (em inglês)
- 1961. Clarence Arthur Ellsworth [1885-1961]; mais notável pintor da Índia."Masterkey. vol. XXXV, (no. 1), pp. 75–77. (em inglês)

### Publicada pelo nome de Jane Van Stralen, sua entrevistadora da tribo Yurok.
- 1941. Yurok tales, as told by Jane Van Stralen to Bertha Parker Cody. Masterkey. v. XV, pp. 228–231. (em inglês)
- 1942. Yurok fish-dam dance; contada por Jane Van Stralen sobre Bertha Parker Cody." Masterkey. v. XVI, pp. 81–86. (em inglês)